# Forest Green Rovers
Forest Green Rovers (offiziell: Forest Green Rovers Football Club) ist ein englischer Fußballverein. Der Klub ist in der Stadt Nailsworth im Westen Englands beheimatet. Er spielt in der National League, der fünfthöchsten Liga in England, und trägt seine Heimspiele seit 2006 im The Bolt New Lawn aus.
Die Vereinten Nationen zeichneten die Forest Green Rovers 2018 als ersten klimaneutralen Fußballklub der Welt aus; der Klub ist vegan: Die verwendeten Trikots bestehen aus Bambusfasern, die Bratwurst im Stadion aus Tofu, der Energiebedarf wird vollständig aus erneuerbaren Energiequellen gedeckt.

## Geschichte
Gegründet wurden die Nailsworth & Forest Green FC 1889 und spielten zunächst in der Stroud & District League, ehe sie 1922 Gründungsmitglied der Gloucestershire Northern Senior League wurden. Hier gelang 1938, 1950 und 1951 die Meisterschaft. 1968 wurde der Klub Gründungsmitglied der Gloucestershire County League. 1974 stieg der Klub in die Hellenic Football League auf. 1982 gelang dort der Meistertitel, der mit dem Aufstieg in die Southern League Midland Division verbunden war. Im selben Jahr gelang der Sieg im FA Vase. Zwischen 1989 und 1992 änderte der Verein kurzzeitig seinen Namen in Stroud F.C. 
1996 wechselte der Verein in die Southern Division, deren Meister er ein Jahr später wurde. Nach dem Aufstieg in die Premier Division folgte der direkte Durchmarsch in die Conference National. 1999 und 2001 erreichte die Mannschaft jeweils das Finale der FA Trophy, musste sich aber beide Male geschlagen geben. Durch den Finaleinzug 1999 wurde man der erste Klub, der in der FA Vase und der FA Trophy das Finale erreichte.
In der Saison 2016/17 erreichten die Forest Green Rovers den 3. Platz der National League und qualifizierten sich somit für die Play-offs. Hier schlug die Mannschaft im Halbfinale Dagenham & Redbridge und zog in das Finale ein, in welchem die Tranmere Rovers 3:1 bezwungen werden konnten. Somit qualifizierten sich die Forest Green Rovers für die Saison 2017/18 der EFL League Two.
Der Unternehmer Dale Vince, Besitzer der Forest Green Rovers, erklärte 2022, die Klimaproteste und resultierenden Spielunterbrechungen in der Premier League durch Just Stop Oil „versehentlich“ mitfinanziert zu haben. Vince habe der Gruppe 10.000 Pfund gespendet und freie Wahl bei der Protestform gelassen. Die Aktivisten hatten sich beispielsweise an Torpfosten gesetzt und so gegen die Nutzung fossiler Energieträger protestiert.

## Nachhaltigkeit
Nach der Übernahme des Vereins durch Dale Vince im Jahr 2010 wurde „das Thema Nachhaltigkeit in den Klub integriert“, um eine „Zielgruppe auf die Gefahr des Klimawandels aufmerksam zu machen.“ Dazu wurde bereits 2013 zuerst rotes Fleisch aus den Angeboten entfernt und später vollständig auf tierische Produkte verzichtet; das Essen und Bier sind seitdem vegan. Nach eigenen Angaben werde inzwischen viermal mehr Essen im Stadion verkauft als vor der Umstellung. Aufgrund des Erfolges wurde ein eigenes Catering-Unternehmen gegründet, das andere Fußballklubs mit veganem Essen beliefert.
Die Ausstattung der Spieler wurde ebenfalls angepasst, Trikots und Schienbeinschoner werden aus Bambus statt aus Plastik gefertigt. Der Rasen des Stadions wird ohne Pestizide gepflegt und von einem Solar-Rasenmäher geschnitten.
Im Jahr 2018 wurden die Forest Green Rovers für ihr Bestreben, der „grünste“ Fußballverein der Welt sein zu wollen, mit dem Momentum-for-Change-Award ausgezeichnet.

## Ligazugehörigkeit
- 1968–1975: Gloucestershire County League
- 1975–1982: Hellenic Football League Premier Division
- 1974–1995: Southern League Midland (von 1989 bis 1992 als Stroud F.C. angetreten)
- 1995–1997: Southern League South
- 1997/98: Southern League Premier
- 1998–2004: Football Conference
- 2004–2012: Conference National
- 2012–2015: Conference Premier
- 2015–2017: National League
- 2017–2022: EFL League Two
- 2022/23: EFL League One
- 2023/24: EFL League Two
- seit 2024: National League

## Erfolge
- FA-Vase-Sieger: 1981/82
- Meister der EFL League Two: 2021/22
- National League Play-off-Sieger: 2016/17
- Meister der Southern League Premier Division: 1997/98
- Meister der Southern League Southern Division: 1996/97
- Meister der Hellenic Football League: 1981/82
- Meister der Gloucestershire Northern Senior League: 1937/38, 1949/50, 1950/51
- Meister der North Gloucestershire League: 1920/21, 1921/22
- Meister der Stroud Premier League: 1934/35, 1935/36, 1936/37
- Meister der Stroud & District League: 1911/12, 1920/21
- Meister der Dursley & District League Sieger: 1902/03
- Northern Junior Cup Sieger: 1920/21, 1921/22

## Bekannte ehemalige Spieler
- Leon Cort
- Tony Daley
- Christian Edwards
- Jerry Gill
- Des Lyttle
- Alan McLoughlin
- Gary Owers
- Stuart Slater
- Nigel Spink